# Euphorbia jolkinii
Euphorbia jolkinii — вид рослин із родини молочайних (Euphorbiaceae), зростає на сході Азії.

## Опис
Це багаторічна трава заввишки 40–80(95) см. Кореневище циліндричне, до 25 см × 6–15 мм. Стебла поодинокі, іноді розгалужені в основі, у товщину 5–9 мм, верхні частини дещо розгалужені, голі або дуже рідко запушені. Листки чергуються; прилистки відсутні; ніжка листка відсутня або майже так; листкова пластинка яйцювато-довгаста, яйцювато-еліптична або еліптична, 10–40 × 3–7 мм, знизу блідо-зелена, при висиханні світло-сіра, зверху зелена, основа послаблена, клиноподібна або підрізана, край цілий, вершина тупа або округла. Суцвіття кінцеве, часто складне. Квітки жовті. Період цвітіння й плодоношення: березень — липень. Коробочки кулясті, ≈ 5.5 × 5.5 мм, основа здавлена, верхівка гостра. Насіння еліпсоїдне, ≈ 3 × 2 мм, світло -коричневе, блискуче.

## Поширення
Зростає у південно-центральному Китаї, Тайвані, Японії, Кореї. Населяє луки, схили гір, відкриті ліси; на висотах 200–3000 метрів.